# Datenverarbeitungsregister
Das Datenverarbeitungsregister (DVR) war in Österreich ein zentrales Register, in das alle meldepflichtigen Datenanwendungen (z. B. elektronische Datenbanken) einzutragen waren. Meldepflichtig waren Datenanwendungen, in denen personenbezogene Daten verarbeitet wurden, wobei es Ausnahmen für private Personen und für Standardanwendungen (im Sinne der Standard- und Muster-Verordnung) gab. Die Führung des Datenverarbeitungsregisters oblag der österreichischen Datenschutzbehörde. Seine Rechtsgrundlage waren die §§ 16 ff Datenschutzgesetz 2000 und die Datenverarbeitungsregister-Verordnung. Mit dem Inkrafttreten der Datenschutz-Grundverordnung (DSGVO) am 25. Mai 2018 entfiel das Datenverarbeitungsregister.
Die Datenschutzbehörde vergab an Betreiber meldepflichtiger Datenbanken eine siebenstellige Registernummer, die DVR-Nummer. Man konnte jederzeit beim Datenverarbeitungsregister gebührenfrei abfragen, welchem Auftraggeber eine bestimmte DVR-Nummer zugeteilt war. Die DVR-Nummer musste vom Unternehmen bei jedem Kontakt mit dem Betroffenen angeführt werden. Die DVR-Nummer der österreichischen Datenschutzbehörde lautete 0000027. Seit dem Inkrafttreten der DSGVO ist die DVR-Nummer obsolet.

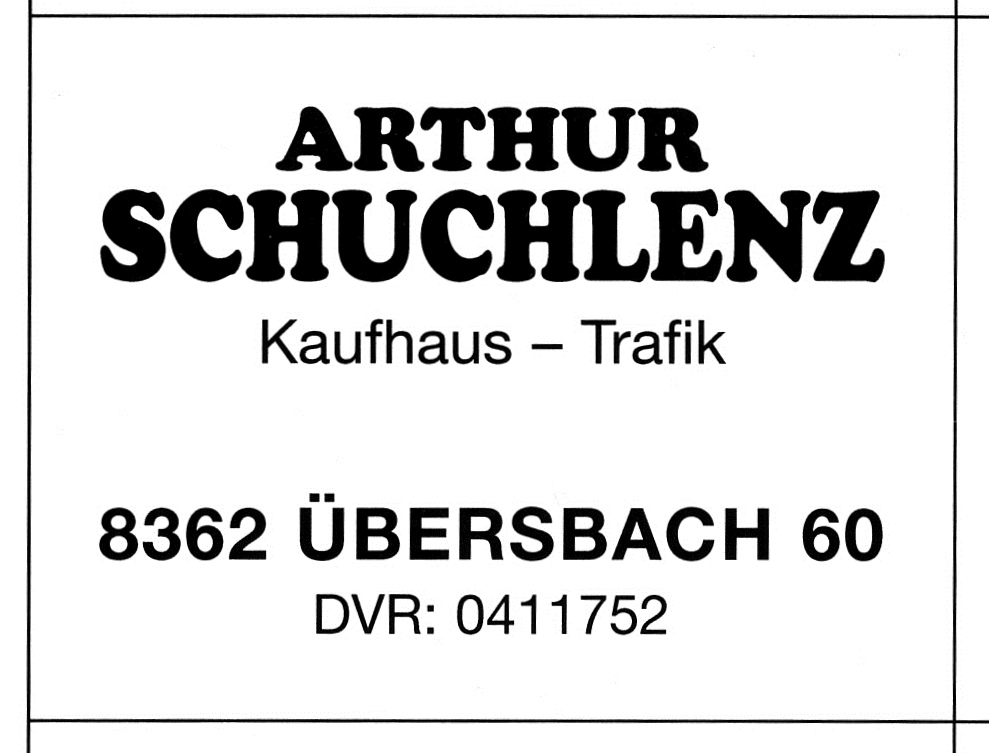
Beispiel DVR-Nummer